# خروسته (استان اشوی‌داشکسیه)
خروسته (به لهستانی: Chrusty) یک منطقهٔ مسکونی در لهستان است که در گمینا زاگنانگسک واقع شده‌است. خروسته ۴۰۷ نفر جمعیت دارد.